# Chó Laika Karelia-Phần Lan
Chó Laika Karelia-Phần Lan (tiếng Anh:Karelo-Finnish Laika) là một giống chó săn có nguồn gốc từ khu vực Karelia của Nga. Đôi khi nó được gọi là Chó đuôi cuộn Phần Lan bởi Câu lạc bộ Chăm sóc Chó Phần Lan và Liên đoàn Chăm sóc Chó Nga.

## Hành vi
Giống chó này đóng vai trò là một giống chó gia đình tuyệt vời, trìu mến và không tin tưởng người lạ. Nhiều con chó giống có thể rất bảo vệ chủ sở hữu hoặc tài sản của họ, vì vậy đôi khi chúng sủa khi có người đến. Chủ sở hữu nên kiên nhẫn với những con chó giống này vì chúng có thể giữ mối hận thù trong một thời gian dài. Ngoài ra, chúng có thể hung hãn đối với những con chó lạ khi tiến đến gần nhà của chúng, nhưng thân thiện với những con chó chúng sống chung với nó hoặc chó đi ra từ nhà của chúng. Từ khi còn nhỏ, chúng cảm nhận những con vật nhỏ, như sóc, giống như một chuyến đi săn tiềm năng, một con mồi và chúng có nhiều khả năng đi theo các con vật này hơn.

## Đào tạo
Những con chó này nên được huấn luyện càng sớm càng tốt, hoặc bởi chủ sở hữu hoặc một huấn luyện viên. Hai loại hình huấn luyện là vâng lời và hành vi. Các buổi huấn luyện tạo quá dài sẽ mang làm chó Laika Karelia-Phần Lan trở nên chán nản. Giống chó này tốt nhất nên huấn luyện trước khi được cho ăn để chúng nghĩ rằng việc cho ăn ăn uống như một phần thưởng sau khi huấn luyện. Trước khi bạn đưa cho chó một lệnh, bạn nên nói tên của chúng để bạn có toàn bộ sự chú ý của chúng. Việc này cùng đòi hỏi sự kiên nhẫn vì việc huấn luyện chó có thể là một quá trình rất dài.